# Serie A1 1991-1992 (pallacanestro maschile)
Il campionato di Serie A1 1991-1992 è stato il settantesimo massimo campionato di pallacanestro maschile in Italia ed è stato vinto per la prima volta dalla Benetton Treviso, che ha sconfitto in finale la Scavolini Pesaro.

## Formula
Rispetto alla stagione precedente, la formula è invariata. Le 16 squadre si incontrano in un girone all'italiana, con partite di andata e ritorno. Le prime 10 classificate accedono ai play-off insieme alle prime due classificate della serie A2. I play-off si disputano al meglio delle tre gare, ad eccezione della finalissima che si gioca al meglio delle cinque gare. Le squadre classificate dall'11º al 14º posto partecipano ai play-out insieme a otto squadre della Serie A2 (classificate dal 3º al 10º posto). Le dodici squadre vengono divise in due gironi (verde e giallo) di sei squadre ciascuno che si affrontano in un torneo all'italiana con partite di andata e ritorno.
Le ultime due squadre classificate in Serie A1 retrocedono direttamente in Serie A2.

## Stagione regolare

### Classifica
|  |     | Classifica stagione regolare 1991-1992 | Pt | G  | V  | P  | PtF  | PtS  |
|  | --- | -------------------------------------- | -- | -- | -- | -- | ---- | ---- |
|  | 1.  | Scavolini Pesaro                       | 44 | 30 | 22 | 8  | 2690 | 2458 |
|  | 2.  | Benetton Treviso                       | 44 | 30 | 22 | 8  | 2736 | 2500 |
|  | 3.  | Philips Milano                         | 44 | 30 | 22 | 8  | 2842 | 2597 |
|  | 4.  | Knorr Bologna                          | 42 | 30 | 21 | 9  | 2561 | 2314 |
|  | 5.  | Shampoo Clear Cantù                    | 38 | 30 | 19 | 11 | 2527 | 2444 |
|  | 6.  | Il Messaggero Roma                     | 34 | 30 | 17 | 13 | 2778 | 2663 |
|  | 7.  | Stefanel Trieste                       | 30 | 30 | 15 | 15 | 2414 | 2418 |
|  | 8.  | Phonola Caserta                        | 30 | 30 | 15 | 15 | 2447 | 2578 |
|  | 9.  | Robe di Kappa Torino                   | 28 | 30 | 14 | 16 | 2663 | 2711 |
|  | 10. | Baker Livorno                          | 28 | 30 | 14 | 16 | 2390 | 2490 |
|  | 11. | Antifurti Ranger Varese                | 22 | 30 | 11 | 19 | 2675 | 2726 |
|  | 12. | Glaxo Verona                           | 22 | 30 | 11 | 19 | 2617 | 2717 |
|  | 13. | Fernet Branca Pavia                    | 20 | 30 | 10 | 20 | 2752 | 2841 |
|  | 14. | Pallacanestro Trapani                  | 20 | 30 | 10 | 20 | 2447 | 2644 |
|  | 15. | Ticino Siena                           | 20 | 30 | 10 | 20 | 2335 | 2487 |
|  | 16. | Filanto Forlì                          | 14 | 30 | 7  | 23 | 2537 | 2823 |

## Play-off
| Ottavi di finale | Ottavi di finale     | Ottavi di finale | Ottavi di finale | Ottavi di finale |  |  | Quarti di finale    | Quarti di finale   | Quarti di finale | Quarti di finale | Quarti di finale |  |  | Semifinali | Semifinali         | Semifinali | Semifinali | Semifinali |  |  | Finale | Finale           | Finale | Finale | Finale | Finale | Finale |
|                  |                      |                  |                  |                  |  |  |                     |                    |                  |                  |                  |  |  |            |                    |            |            |            |  |  |        |                  |        |        |        |        |        |
| 1                | Scavolini Pesaro     |                  |                  |                  |  |  |                     |                    |                  |                  |                  |  |  |            |                    |            |            |            |  |  |        |                  |        |        |        |        |        |
|                  | bye                  |                  |                  |                  |  |  |                     | Scavolini Pesaro   | 79               | 89               | 86               |  |  |            |                    |            |            |            |  |  |        |                  |        |        |        |        |        |
| 8                | Phonola Caserta      | 80               | 75               |                  |  |  | Phonola Caserta     | 74                 | 109              | 67               |                  |  |  |            |                    |            |            |            |  |  |        |                  |        |        |        |        |        |
| 9                | Robe di Kappa Torino | 65               | 74               |                  |  |  |                     |                    |                  |                  |                  |  |  |            | Scavolini Pesaro   | 89         | 70         | 97         |  |  |        |                  |        |        |        |        |        |
| 4                | Knorr Bologna        |                  |                  |                  |  |  |                     |                    |                  |                  |                  |  |  |            | Knorr Bologna      | 86         | 85         | 83         |  |  |        |                  |        |        |        |        |        |
|                  | bye                  |                  |                  |                  |  |  |                     | Knorr Bologna      | 72               | 83               | 73               |  |  |            |                    |            |            |            |  |  |        |                  |        |        |        |        |        |
| 5                | Shampoo Clear Cantù  | 88               | 95               |                  |  |  | Shampoo Clear Cantù | 60                 | 89               | 72               |                  |  |  |            |                    |            |            |            |  |  |        |                  |        |        |        |        |        |
| 2A2              | Lotus Montecatini    | 71               | 90               |                  |  |  |                     |                    |                  |                  |                  |  |  |            |                    |            |            |            |  |  |        | Scavolini Pesaro | 99     | 77     | 97     | 80     |        |
| 6                | Il Messaggero Roma   | 113              | 89               |                  |  |  |                     |                    |                  |                  |                  |  |  |            |                    |            |            |            |  |  |        | Benetton Treviso | 88     | 79     | 98     | 86     |        |
| 1A2              | Panasonic Reggio C.  | 100              | 80               |                  |  |  |                     | Il Messaggero Roma | 77               | 87               | 94               |  |  |            |                    |            |            |            |  |  |        |                  |        |        |        |        |        |
| 3                | Philips Milano       |                  |                  |                  |  |  | Philips Milano      | 83                 | 84               | 89               |                  |  |  |            |                    |            |            |            |  |  |        |                  |        |        |        |        |        |
|                  | bye                  |                  |                  |                  |  |  |                     |                    |                  |                  |                  |  |  |            | Il Messaggero Roma | 86         | 95         | 82         |  |  |        |                  |        |        |        |        |        |
| 7                | Stefanel Trieste     | 71               | 72               |                  |  |  |                     |                    |                  |                  |                  |  |  |            | Benetton Treviso   | 106        | 80         | 90         |  |  |        |                  |        |        |        |        |        |
| 10               | Baker Livorno        | 64               | 66               |                  |  |  |                     | Stefanel Trieste   | 80               | 70               |                  |  |  |            |                    |            |            |            |  |  |        |                  |        |        |        |        |        |
| 2                | Benetton Treviso     |                  |                  |                  |  |  | Benetton Treviso    | 83                 | 83               |                  |                  |  |  |            |                    |            |            |            |  |  |        |                  |        |        |        |        |        |
|                  | bye                  |                  |                  |                  |  |  |                     |                    |                  |                  |                  |  |  |            |                    |            |            |            |  |  |        |                  |        |        |        |        |        |

## Play-out
I play-out sono organizzati in due gironi da 6 squadre ciascuno; tutte le squadre si sfidano in partite di andata e ritorno. Vi partecipano le classificate dall'11º al 14º posto di Serie A1, e le classificate dal 3º al 10º posto di A2. Le prime 2 classificate di ogni girone giocheranno la stagione 1992-1993 in Serie A1, le altre in Serie A2.

### Girone verde
|  |    | Classifica play-out verde 91-92 | Pt | G  | V | P | PtF | PtS |
|  | -- | ------------------------------- | -- | -- | - | - | --- | --- |
|  | 1. | Marr Rimini                     | 18 | 10 | 9 | 1 | 958 | 863 |
|  | 2. | Scaini Venezia                  | 12 | 10 | 6 | 4 | 856 | 804 |
|  | 3. | Antifurti Ranger Varese         | 12 | 10 | 6 | 4 | 854 | 835 |
|  | 4. | Fernet Branca Pavia             | 12 | 10 | 6 | 4 | 945 | 941 |
|  | 5. | Billy Desio                     | 4  | 10 | 2 | 8 | 849 | 915 |
|  | 6. | Breeze Milano                   | 2  | 10 | 1 | 9 | 865 | 969 |

- Marr Rimini e Scaini Venezia promosse in Serie A1; Antifurti Ranger Varese e Fernet Branca Pavia retrocesse in Serie A2.

### Girone giallo
|  |    | Classifica play-out giallo 91-92 | Pt | G  | V | P | PtF | PtS |
|  | -- | -------------------------------- | -- | -- | - | - | --- | --- |
|  | 1. | Turboair Fabriano                | 14 | 10 | 7 | 3 | 880 | 842 |
|  | 2. | Kleenex Pistoia                  | 14 | 10 | 7 | 3 | 825 | 783 |
|  | 3. | Glaxo Verona                     | 12 | 10 | 6 | 4 | 890 | 861 |
|  | 4. | Depi C. Napoli                   | 10 | 10 | 5 | 5 | 816 | 811 |
|  | 5. | Pallacanestro Trapani            | 6  | 10 | 3 | 7 | 823 | 857 |
|  | 6. | Banco Sardegna Sassari           | 4  | 10 | 2 | 8 | 857 | 937 |

- Turboair Fabriano e Kleenex Pistoia promosse in Serie A1; Glaxo Verona e Pallacanestro Trapani retrocesse in Serie A2.

## Verdetti
- Campione d'Italia:  Benetton Pallacanestro Treviso

Formazione: Andrea Buzzavo, Jeffrey Colladon, Vinny Del Negro, Pietro Generali, Massimo Iacopini, Randolph Keys, Toni Kukoč, Christian Mayer, Marco Mian, Fabio Morrone, Nino Pellacani, Davide Piccoli, Stefano Rusconi, Alberto Vianini. Allenatore: Petar Skansi.
- Retrocessioni in Serie A2: A. Ranger Varese, Glaxo Verona, Fernet Branca Pavia, Pallacanestro Trapani, Ticino Siena e Filanto Forlì.